# 퓌르논 아니타
퓌르논 산 베니토 아니타(Vurnon San Benito Anita, 1989년 4월 4일 ~ )는 퀴라소의 축구 선수로 현재 에이르스터 디비시의 FC 폴렌담에서 수비수로 뛰고 있으며 퀴라소 대표팀의 일원으로도 활동 중이다.

## 클럽 경력

### 경력 초기
퀴라소에서 유년 시절을 보낸 아니타는 지역 축구팀인 CVV 빌렘스타트에서 축구를 시작했다. 그 후 1997년 그의 가족이 네덜란드로 이사함에 따라 아마추어 팀인 VV 마르센에서 선수생활을 하였고, 1999년 아약스의 스카우터에 의해 아약스 유소년 팀에 합류하였다.

### 아약스

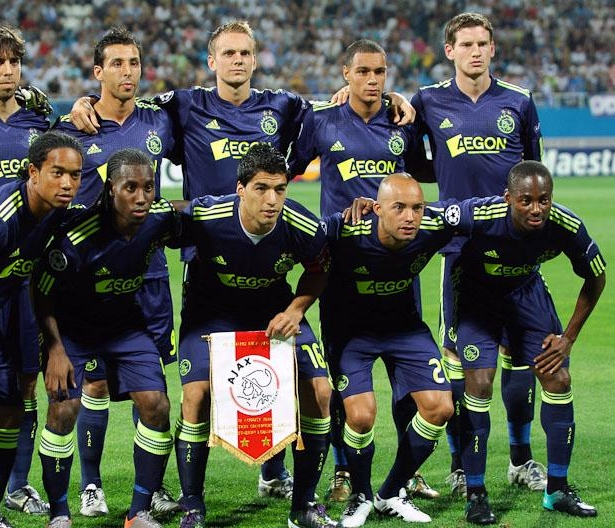
2010년 아약스 멤버들과 함께 있는 아니타 (앞 줄 왼쪽에서 두번 째)

2005-06 시즌 그는 1군 스쿼드에 등록되어 2006년 3월 19일 흐로닝언에 3-2로 패한 경기를 통해 에레디비시에 데뷔하였다. 같은해 KNVB컵 준결승에서 로다 JC를 상대로 경기에 뛰었으며, 아약스는 그해 KNVB컵에서 우승하였다.
이듬해 리그 경기에 2경기 출장하였고, 또한 UEFA컵에서 SV 베르더 브레멘을 상대로 3-0으로 패한 경기에 출장하여 유럽 대항전에 데뷔하였다. 2007-08시즌에는 1군 경기에 한 경기도 출장하지 못했고, 2008-09 시즌 다시 1군 스쿼드에 등록하여 16경기를 소화하였다.
2009-10 시즌 새로운 감독인 마틴 욜 아래에서 팀 동료인 위르비 엠마뉘엘손의 장기 부상에 따라 그 대체 선수로 활약하며 왼쪽 측면 수비수로서 큰 입지를 다졌고, 이에 마틴 욜은 만족감을 드러내고 시즌 내내 주전 왼쪽 측면 수비수로서 기용하였다. 또한 KNVB컵 결승에서 페예노르트를 상대로 이기며 두번 째 KNVB컵 우승을 따냈으며, 이러한 좋은 경기력은 네덜란드 축구 국가대표팀 선발로 이어졌다. 하지만 2010년 FIFA 월드컵에서 베르트 판 마르베이크의 부름을 받지는 못하였다.
2010-11 시즌 그는 전보다 더 많은 경기에 출장하며 UEFA 챔피언스리그에도 출전하였지만, 조별 리그에서 토너먼트에 진출하지 못하자 마틴 욜 감독은 사임하였으며, 아약스에는 프랑크 더 부르 감독이 취임한다. 더 부르 감독은 아니타가 왼쪽 측면 수비수보다는 수비형 미드필더로 뛰는 것이 더 맞다고 판단하였고, 결과적으로 아니타는 다른 미드필더들과 주전 경쟁을 하게 된다. 그는 수비형 미드필더를 충분히 소화해냈으나, KNVB컵 결승에서 트벤터에 3-2로 패하며 우승에 실패하였다. 하지만 아약스는 에레디비시에서 우승을 하였고, 이는 아니타에게 첫 리그 우승 타이틀이었다. 2011년 4월, 아니타는 아약스와 2014년까지 재계약을 하였다.

### 뉴캐슬 유나이티드
2012년 8월 16일 아니타는 아약스를 떠나 뉴캐슬 유나이티드와 2017년까지 5년 계약을 체결하였고, 2012년 8월 18일 토트넘 홋스퍼와의 프리미어리그 경기에서 데뷔하였다. 그리고 얼마 후 UEFA 유로파리그 예선 아트로미토스와의 경기에서 처음으로 선발 출장하여 골을 기록하였다.

## 국가대표팀 경력
아니타는 페루에서 열린 2005년 FIFA U-17 세계 축구 선수권 대회에 출전하였고 이때 네덜란드는 3위를 기록하였다. 또한 네덜란드 U-19팀과 네덜란드 U-21팀에 각각 선발되기도 하였다.
그는 2010년 처음으로 성인대표팀에 발탁되어 2010년 8월 12일 우크라이나와 1-1로 비긴 친선경기에서 PSV 에인트호번 소속의 에릭 피터르스와 교체되며 데뷔했고, 2010년 5월 26일 멕시코를 상대로 2-1로 이긴 친선경기를 통해 성인 국가대표 팀에서 풀타임을 소화하였다.

### 2010년 FIFA 월드컵
이후 2010년 FIFA 월드컵 예비 명단에는 포함되었으나, 최종 명단에 들지 못하였다.

### 퀴라소
퓌르논 아니타는 정식으로 2021년에 퀴라소 국가대표팀을 대표하기 위해 1회 국가대표팀 변경 신청하여 승인받았다. 그는 2022년 FIFA 월드컵 지역 예선에서 2021년 3월 25일에 세인트빈센트-그레나딘을 5-0으로 이긴 경기에서 데뷔하였다.

## 수상 경력

### 클럽
아약스
- 에레디비시: 2010-11, 2011-12
- KNVB컵: 2005-06, 2006-07, 2009-10
- 요한 크라위프 스할: 2006, 2007

뉴캐슬 유나이티드
- EFL 챔피언십: 2016-17

### 국가대표팀
- UEFA-CAF 메르디안 컵: 2007

## 참고 문헌
1. ↑  “Anita wants to be a deciding player”. Ajax. 2011년 5월 28일. 2012년 8월 20일에 원본 문서에서 보존된 문서. 2012년 8월 14일에 확인함.
2. ↑  “Report: Netherlands vs Mexico”. ESPN 사커넷. 2010년 5월 26일. 2011년 6월 22일에 원본 문서에서 보존된 문서. 2010년 5월 27일에 확인함.
3. ↑  “Van Marwijk trims Dutch squad to 27”. AFP. 2010년 5월 15일. 2010년 5월 18일에 원본 문서에서 보존된 문서. 2010년 5월 18일에 확인함.
4. ↑  “Holland coach Bert van Marwijk finalises World Cup squad”. 가디언. Press Association. 2010년 5월 27일. 2010년 5월 27일에 확인함.
5. ↑  “Match Report of Curaçao vs St. Vincent and the Grenadines - 2021-03-25 - WC Qualification”. 《Global Sports Archive》. 2021년 3월 25일. 2021년 3월 26일에 확인함.